# Antiochus I av Kommagene
Antiochus I av Kommagene, död 31 f.Kr., var regerande kung av Kommagene mellan 70 f.Kr. och 31 f.Kr.